# Juan Francisco de Molina
Juan Francisco de Molina (*1779 y falleció en la ciudad de Tegucigalpa en 1878) Político hondureño de inclinación liberal que llegó a ser consejero encargado de Honduras entre el 9 de enero al 12 de abril de 1839.

## Consejero encargado del Poder Ejecutivo
José Lino Matute, presentaría su renuncia a la presidencia provisional un 9 de enero de 1839, sin convocar a elecciones, siendo sustituido por el consejero gubernamental don Juan Francisco de Molina, quien en su brevísimo tiempo como presidente interino en fecha 11 de enero sanciona la nueva Constitución del Estado de Honduras de 1839 y acto seguido la hace publicar y deroga la Constitución del Estado de Honduras de 1825.
Los gobiernos de Honduras y Nicaragua, separados ya de la República Federal de Centro América se unen para invadir a El Salvador, los planes se llevan a cabo pero el 5 de abril de 1839, las tropas salvadoreñas al mando del general unionista Francisco Morazán derrota a los ejércitos hondureño-nicaragüense en la Batalla del Espíritu Santo. La noticia de la derrota llega a la ciudad de Comayagua y el presidente provisional en funciones Francisco Molina, renuncia de su cargo presurosamente, temiendo la represalia de los unionistas. En consecuencia, deja la administración designando a su consejero Felipe Neri Medina Valderas Córdova, como sustituto, quien encabezaría un Consejo de Ministros.